# Hellish Outcast
Hellish Outcast es una banda de death / thrash metal, fundada en la ciudad de Bergen, Noruega en 2001. La banda toca una mezcla sangrienta de thrash y death metal, y está considerada como una de las bandas más agresivas de la escena musical de su ciudad.

## Historia
Hellish Outcast se formó en 2001 en Bergen, Noruega, originalmente como un trío por el guitarrista Martin Legreid,  el bajista Mads Mowinckel (Breed) y el baterista Mads Lilletvedt (Solstorm, ex Byfrost). 
La banda ganó rápidamente una reputación como una de las más extremas en la escena underground de Bergen. Hellish Outcast ofrece un death metal explícito, y agresivo, con un sonido crudo y básico.
La agrupación se introdujo por primera vez como una de las estrellas subterráreas emergentes sin sello discográfico, cuando apareció en un CD de la revista Terrorizer en marzo de 2008. Hellish Outcast debutó con el lanzamiento independiente del EP  Raping  - Killing - Murder también en 2008.
En 2010, se incorporó el cantante Torbjørn Schei (Thebon, ex-Keep of Kalessin) a las filas de Hellish Outcast, quien ofreció a la banda un sonido más afilado y un nuevo enfoque a su estilo musical más agresivo.
En 2011, la banda participó en las prestigiosos festivales europeos Bloodstock Open Air en Walton-on-Trent, Inglaterra y en el Devilstone Open Air en Anykščiai, Lituania.
En 2012 Hellish Outcast inició una nueva fase, con su primer álbum, Your God Will Bleed , el cual consolidó  a la banda cono una de las más notables del género subterráneo de Bergen. El disco fue promocionado con sus dos primeros vídeos musicales: "Your God Will Bleed" y "Face Forced Down" .
El segundo álbum llamado  Stay of Execution, fue lanzado bajo Listenable Records en octubre de 2015, y fue grabado en el Grieghallen Studios en Bergen y Russell 'Parlour Studios en el Reino Unido (Napalm Death, Evile, Dimmu Borgir). El álbum tiene una mejor producción, con un sonido más elaborado y un estilo progresivo. El disco fue precedido por el vídeo de la canción "Torment".

## Miembros
- Torbjørn Schei (Thebon) - Voz (2010-presente)
- Mads Mowinckel (Max Morbid) - Bajo
- Mads Lilletvedt (Alkolust) - Batería
- Martin Legreid - Guitarras,  Voz

## Discografía
- Release You from Their Soil (Demo) - 2006
- Raping - Killing - Murder (EP) - 2008
- Your God Will Bleed (Full-length) - 2012
- Stay of Execution (Full-length) - 2015

## Vídeos musicales
- "Face Forced Down" - 2011
- "Your God Will Bleed" - 2012
- "Djinn" - 2012
- "Torment" - 2014